# Heggadahalli, Heggadadevankote
Heggadahalli là một làng thuộc tehsil Heggadadevankote, huyện Mysore, bang Karnataka, Ấn Độ.